# おおしたこうた
おおした こうた（1985年9月26日 - ）は、日本の男性声優。Honey Rush所属。TRIALのメンバー。東京アニメーター学院卒業。本名および旧芸名は大下 孝太（読みは同じ）。

## 人物
- 養成所に入った頃は、苦学生であったらしく新聞奨学生などをやっていた。
- テレビアニメ『人造昆虫カブトボーグV×V』で在学中に声優デビュー。2007年3月の番組延長に伴う声優オーディションに合格した。第30話から毎週レギュラー出演している。

## 出演
太字はメインキャラクター。

### テレビアニメ
2007年
- シャンプー王子
- 人造昆虫カブトボーグ V×V（観客、民衆、観客B、ボクサー、世界中のボーガー達 他）

2009年
- にゃんこい!（店主）

2010年
- アマガミSS（2010年 - 2012年、ファミレスの男性客、男子生徒、戦闘員、商店街のオヤジ、剣道部員、ピエロ、男性客、男子1、運転手） - 2シリーズ
- Angel Beats! ANOTHER EPIROGUE（NPC教師）
- B型H系（秋本コウタ）

2011年
- うたの☆プリンスさまっ♪ マジLOVE1000%（男、男子、高校生、生徒、芸能レポーター）
- まよチキ!（男子）
- 森田さんは無口。（大野浩一） - 2シリーズ

2012年
- 蒼い世界の中心で（ヴァイズ）
- 人類は衰退しました（チキン、生徒、先生）
- ソードアート・オンライン（プレイヤー、盗賊、野次馬）
- ペルソナ4
- レゴ ニンジャゴー 〜スピン術バトルの使い手〜（ジェイ）

2013年
- アウトブレイク・カンパニー
- 蒼き鋼のアルペジオ -アルス・ノヴァ-（兵A、武装兵E）
- 俺の脳内選択肢が、学園ラブコメを全力で邪魔している
- 閃乱カグラ（男子生徒、不良）
- DEVIL SURVIVOR2 the ANIMATION（青年、メガネ局員、暴徒B、ネコショウグン）

2014年
- 一週間フレンズ。（クラスメイト）
- 未確認で進行形（TVナレーション）
- Re:␣ ハマトラ（YKH84 H）

2015年
- 実は私は（職員C）
- レゴ ニンジャゴー（ジェイ）

2016年
- 血液型くん!4（金角型、A型くん(2)）
- てーきゅう 7期（おじいちゃん）

2022年
- 怪人開発部の黒井津さん（アナウンサー）

### 劇場アニメ
- ドラゴンフォース（2013年）
- PERSONA3 THE MOVIE #3 Faling Dawn（2015年、男子生徒B）
- レゴニンジャゴー ザ・ムービー（2017年、ジェイ）

### OVA
- カーニバル・ファンタズム（2011年）
- 森田さんは無口。（2012年、男子生徒A）

### Webアニメ
- スプリガン（2022年、マリアの部下）

### テレビドラマ
- 武蔵忍法伝 忍者烈風（2017年、嶽丸の声）

### 一般ゲーム
出演年不明
- Lewjmele -レウメーレ-（エフィン・アラカット）

2009年
- 蒼空のフロンティア（ソーマ・アルジェント、不知火白夜、ヴィナ・アーダベルト、橘カオル、志位大地）

2012年
- でんぢゃらすじーさんと1000人のお友だち邪
- トロピコ4（ニック・リチャーズ、マルコ・モレノ、ユー・リー、エル・ディアブロ）
- Borderlands 2

2015年
- LEGO®ニンジャゴー ローニンの影（ジェイ）

2017年
- レゴニンジャゴー ムービー ザ・ゲーム（ジェイ）

2018年
- キングスレイド（ザフィーラ）

2020年
- ぐんゆう！-郡雄-（呂布）

2024年
- すだまリレイシヨン（日日）
- ジュエリー・ハーツ・アカデミア -We will wing wonder world-（マークス・フォン・レオンシュタイン）

### アダルトゲーム
2010年
- Hello,good-bye（岩清水宗典）

2011年
- 現在もいつかもふぁるなルナ
- ダイヤミック・デイズ

2012年
- 学☆王 -THE ROYAL SEVEN STARS-（2012年 - 2013年、穂仁原翔） - 2作品
- 創世奇譚アエリアル

2014年
- 運命線上のφ（兵藤喜輔）

2017年
- タユタマ2 -After Stories-（草壁空）

2021年
- D.C.4 Plus Harmony 〜ダ・カーポ4〜 プラスハーモニー / Sweet Harmony 〜ダ・カーポ4〜 スイートハーモニー（2021年 - 2022年、叶方）- 2作品

2022年
- ジュエリー・ハーツ・アカデミア -We will wing wonder world-（マークス・フォン・レオンシュタイン）
- ツヴァイトリガー（マイキー）

2025年
- ジュエリー・ナイツ・アルカディア -The ends of the world-（マークス・フォン・レオンシュタイン）

### デジタルコミック
- 暗狩りの吸血鬼（2020年、蔵影ネオン[14]）

### 吹き替え

#### 映画
- 愛・ビート・ライム（2017年）
- タイムリーパー 未来の記憶（2021年、ジェームス[15]）

### ドラマCD
- 私立クレアール学園 オレとアイツとラブレター（2010年、生徒B）
- Vassalord インキュバスは一度名を呼ぶ（2011年、部下）

### ラジオ
- 大下孝太のTRIAL&ERROR（メインパーソナリティー、中央エフエム）
- Lump of Sugar 放送部（2007年 - 放送中）

### ラジオドラマ
- 一人芝居×一人芝居（アツシ）
- 時の源（伊勢三郎義盛）

### ナレーション
- Xbox Live プロモーションビデオ

### 雑誌
- アニメージュ（2007年）
- Voice Newtype（2007年）

### その他
- CRAでーじあちこーこー（シーサー）
- 日経進学Navi 東京アニメーター学院（学校紹介ムービー）

## ディスコグラフィ

### キャラクターソング
| 発売日        | 商品名                            | 歌                                                             | 楽曲                    | 備考                               |
| ------------- | --------------------------------- | -------------------------------------------------------------- | ----------------------- | ---------------------------------- |
| 2010年5月26日 | B型H系 キャラクターソングアルバム | 小須田崇（阿部敦）、秋本コウタ（大下孝太）、工藤俊一（小泉豊） | 「DOUTEI☆ロケンロール」 | テレビアニメ『B型H系』第10話挿入歌 |